# Le Chef-d'œuvre inconnu
Le Chef-d'œuvre inconnu (em português, A Obra-Prima Ignorada) é um conto escrito em 1831 pelo autor francês Honoré de Balzac. Publicado primeiramente no jornal L'Artiste, foi integrado à sua La Comédie humaine em 1846 e faz uma reflexão sobre a arte literária.
Neste conto a acção passa-se no século XVII e que, portanto, não tem ligação com o restante d'A Comédia Humana. Estamos aqui no terreno das artes plásticas, que Balzac tanto prezava. Mestre Frenhofer pinta sua tela, mas nunca se satisfaz com o resultado e põe-se a refazê-la obsessivamente, pois seu desejo é chegar à essência da arte. Contudo, essa sede de perfeição porá tudo a perder, inclusive sua sanidade. É o conceito de que "o pensamento mata o pensador", presente em diversas obras dos Estudos Filosóficos, além desta, como La Recherche de l'absolu e La Peau de chagrin. Há suspeitas de que as ideias sobre pintura expostas na história são, na verdade, de Delacroix, grande amigo do autor. 